# Baka (district de Dunajská Streda)
Pour les articles homonymes, voir Baka.
Baka (hongrois : Baka) est un village de Slovaquie situé dans la région de Trnava.

## Histoire
Première mention écrite du village en 1264.

## Démographie

### Évolution de la population
| Année:               | 1994. | 2004.   | 2014.   | 2024.   |
| -------------------- | ----- | ------- | ------- | ------- |
| Nombre de personnes: | 1118  | 1120    | 1105    | 1130    |
| Différence:          |       | +0,17 % | -1,33 % | +2,26 % |

| Année:               | 2023. | 2024.   |
| -------------------- | ----- | ------- |
| Nombre de personnes: | 1136  | 1130    |
| Différence:          |       | -0,52 % |